# Apollo Peak
Der Apollo Peak ist ein mit Dolerit überschichteter Berggipfel von 1900 m Höhe, der westlich des Mount Electra in der Olympus Range im ostantarktischen Viktorialand aufragt.
Das New Zealand Antarctic Place-Names Committee benannte ihn 1984 nach Apollo, Gott aus der griechischen Mythologie.